# Litauer in Deutschland

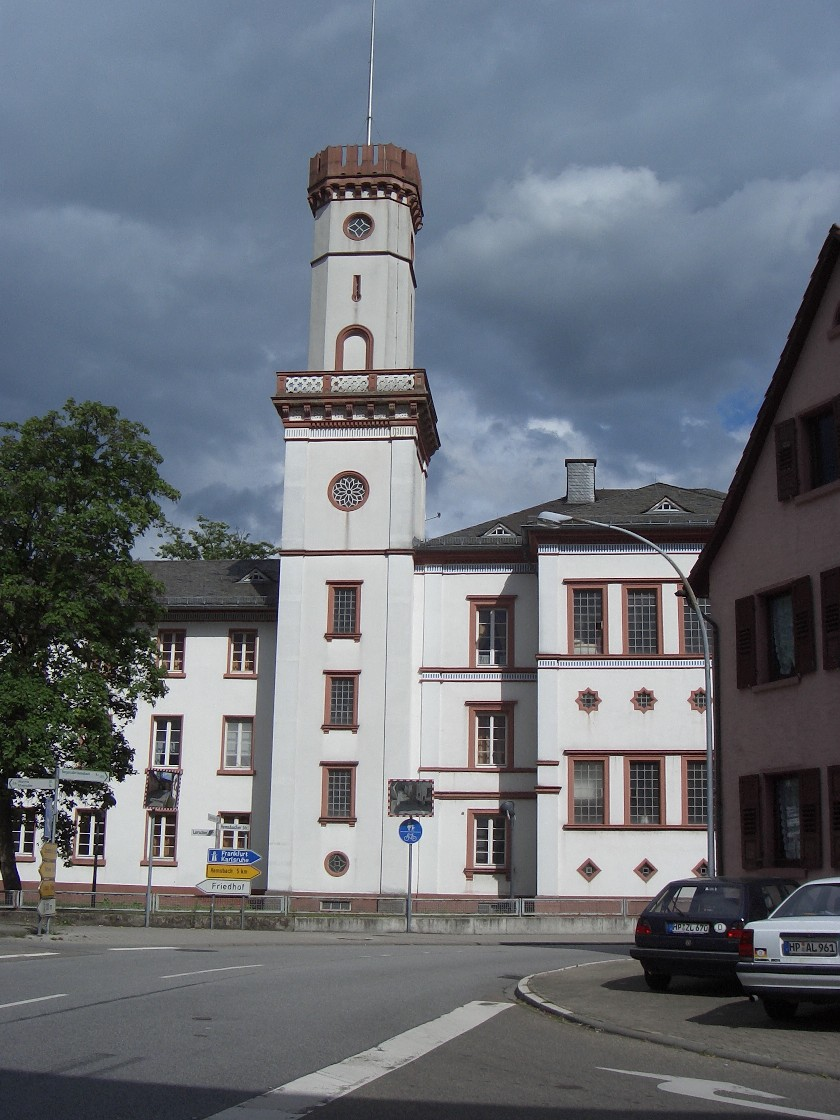
Litauisches Gymnasium Hüttenfeld

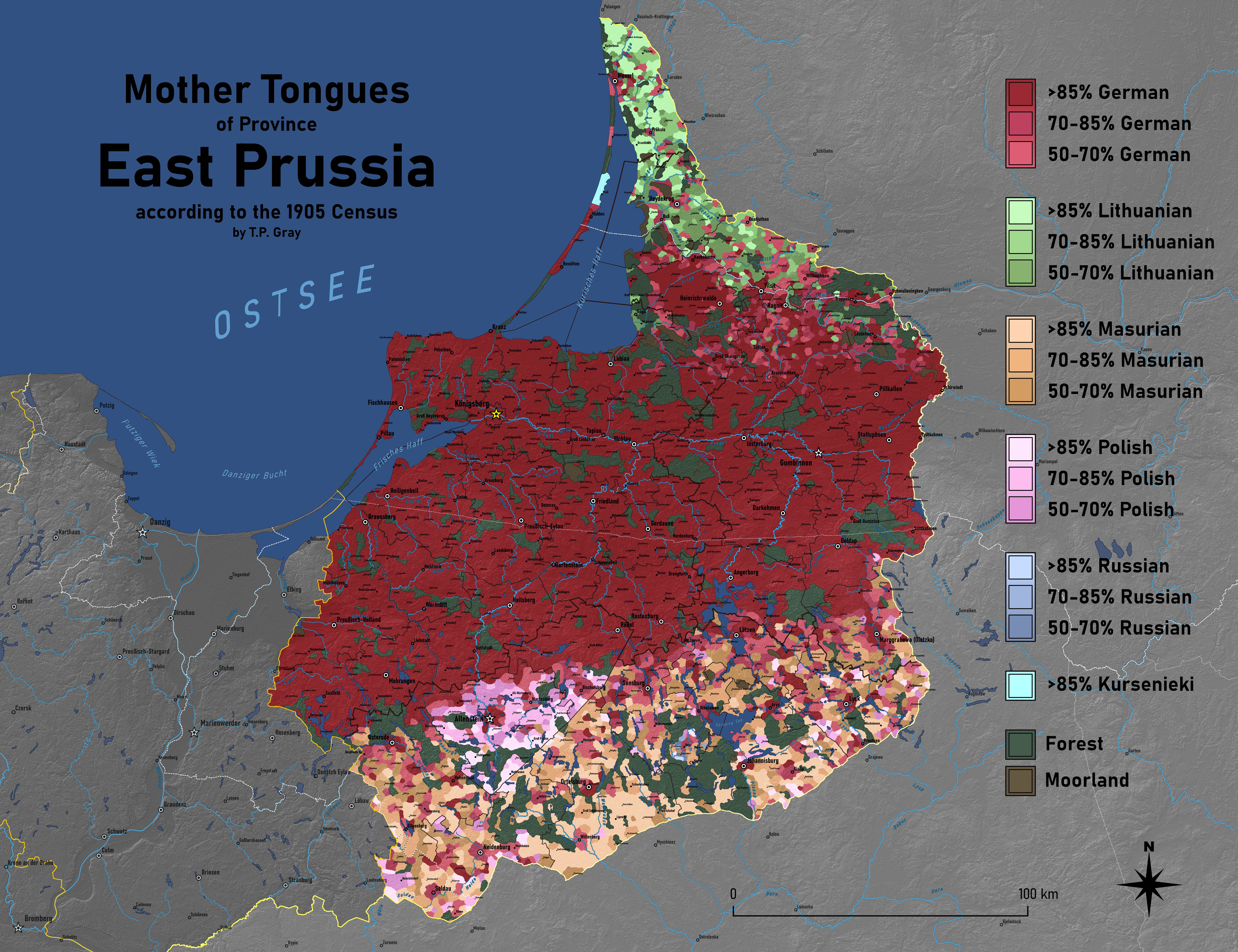
Der größte Anteil der Litauer befand sich im Norden der Provinz (Memelland/Memelgebiet) (Stand 1905)

Regionale Verteilung der litauischen Staatsbürger 2021

Die Litauer in Deutschland sind eine Ausländergruppe bzw. ethnische Minderheit in der Bundesrepublik Deutschland. Bis zur Abtrennung des im nördlichen Ostpreußen gelegenen Memellandes vom Deutschen Reich, durch den Versailler Vertrag, befand sich der Hauptanteil der Litauer in Deutschland in diesem Gebiet, wo sie als autochthone Ethnie vorkamen.

## Geschichte der Litauer in Deutschland
Der erste gesicherte Kontakt zwischen Deutschen und Litauern, bzw. mit den (inzwischen ausgestorbenen) Prußen, fand mit der Eroberung Altpreußens durch den Deutschen Orden im 13. Jahrhundert statt. Dem Orden gelang es jedoch nicht, trotz seiner Expansionsbestrebungen, dauerhaft im Siedlungsraum der Litauer Gebiete einzunehmen. 1260 kam es zur Schlacht an der Durbe in der die Litauer einen hohen Sieg über die Deutschritter erringen konnten. Lediglich das Gebiet um und zugleich mit der Stadt Memel (Klaipėda) wurde ab dem Jahr 1328 dauerhaft Teil des Deutschordensstaats.
Im Jahr 1525 machte Albrecht von Hohenzollern den Ordensstaat zum erblichen Herzogtum Preußen und führte zugleich die Reformation ein und machte diesen Staat somit zum ersten evangelisch-lutherischen der Welt. In den letzten Jahrzehnten des Ordensstaates und den ersten Jahrzehnten des Herzogtums wurden im Nordosten des Landes (dem späteren Preußisch Litauen), der durch die Eroberung stark entvölkert worden war, außerhalb der Städte in großer Zahl Siedler aus Litauen angesiedelt. Die Siedler übernahmen den Glauben ihres neuen Lehnsherren, womit die Litauer in Preußen bzw. im Deutschen Reich, im Gegensatz zu den Litauern in Litauen, überwiegend evangelisch waren.
Der Großteil der litauischsprachigen Bevölkerung war im Norden, dem sogenannten Memelland/Memelgebiet beheimatet und sprach Schemaitsch, einen Dialekt, der sich stark vom Hochlitauischen unterscheidet. Nach der Volkszählung von 1910 machten die schemaitischsprachigen Litauer im Memelland etwa die Hälfte der Bevölkerung aus, was später ein Teil der Begründungen wurde, das Memelland nach dem Ersten Weltkrieg von Deutschland abzutrennen. Im Jahr 1920 geschah dies ohne Volksabstimmung, das Memelland wurde zunächst bis 1923 von Frankreich verwaltet und danach Teil Litauens, bis Litauen das Gebiet im Frühjahr 1939 unter Druck Nazi-Deutschlands wieder an das Deutsche Reich abtreten musste.
Die Litauer, die in den Jahren 1923 und 1939 ins Memelland übergesiedelt waren, und viele Einheimische, die mit der Regierung in Kaunas kooperiert hatten, waren zur Flucht gezwungen. Davon waren nach offiziellen Statistiken 8.924 Personen betroffen, der litauische Historiker Vasilijus Safronovas schätzt jedoch, dass die tatsächliche Zahl weit höher war.
Am Ende des Zweiten Weltkrieges befanden sich rund 65.000 Kriegsflüchtlinge mit vormals (vor der sowjetischen Besetzung Litauens 1940) litauischer Staatsbürgerschaft in Deutschland. Nach dem Zweiten Weltkrieg (nach der Auswanderung in die USA, Kanada, Australien und anderen Ländern) blieben etwa 7550 Litauer (1954) in Deutschland. Ab 1957 konnten ehemalige deutsche Staatsbürger (hauptsächlich Spätaussiedler aus dem ehemaligen ostpreußischen Memelland), die in der Sowjetrepublik Litauen lebten, in die Bundesrepublik Deutschland übersiedeln. Diese Gruppe beinhaltete auch deutschstämmige Litauer, die nicht bereits vor 1945 deutsche Staatsbürger gewesen waren. Nach dem EU-Beitritt kamen viele Gastarbeiter aus Litauen. Im Jahr 2017 lebten 53.200 litauische Staatsbürger in Deutschland. 415 Ärzte aus Litauen haben die Approbation in Deutschland (Stand: 31. Dezember 2017). Im Jahr 2017 wurden 27 Ärzte mit der litauischen Staatsbürgerschaft neu zugelassen, davon 25 ohne Gebietsbezeichnung (Assistenzärzte).
Die Gesamtheit der heute in Deutschland lebenden Litauer oder Litauischstämmigen gilt zwar als ethnische Minderheit, jedoch nicht mehr mit dem Status einer autochthonen Minderheit, ähnlich wie bei den Deutsch-Dänen in Südschleswig oder den in der Lausitz beheimateten Sorben.

## Organisationen
- Litauische Gemeinschaft in Deutschland (Vokietijos lietuvių bendruomenė, VLB)
- Litauischer Jugendbund in Deutschland (Vokietijos lietuvių jaunimo sąjunga, VLJS)
- Litauisches Gymnasium Hüttenfeld

## Religion
Derzeit gibt es eine litauische katholische Mission, in denen einige Priester tätig sind. Ihnen widmet sich die Litauerseelsorge in Deutschland. Pfarrer Vidas Vaitiekūnas (* 1972) arbeitet in der Pfarrei St. Agatha in Dorsten (NRW) und ist zuständig für das Bistum Münster. Virginijus Grigutis ist Kaplan des litauischen Gymnasiums in Hüttenfeld. In Bad Wörishofen wurde der Litauenplatz zum Ehren des litauischen Bischofs Antanas Deksnys (1867–1949) und des Pfarrers der dortigen Ulrichskirche, genannt.
Diakon Valdas Žielys (Jelis) in Hagen ist zuständig für die evangelischen Litauer.

## Künstler
- Pranas Domšaitis (1880–1965)
- Violeta Urmana (* 1961)
- Lena Valaitis (* 1943)
- Aušrinė Stundytė (* 1976)
- Žilvinas Lilas

## Mediziner
- Mindaugas Andrulis,  Pathologe, Professor
- Evaldas Girdauskas (* 1978), Kardiochirurg und Professor

## Sportler
Zu den in Deutschland bekannten Litauern oder Persönlichkeiten litauischer Abstammung zählen die folgenden Sportler:
- Fußball: Valdas Ivanauskas (* 1966), Lukas Spalvis (* 1994), Jonas Michelbrink (* 2001)
- Schach: Deimantė Cornette (* 1989), IM
- Volleyball, Beachvolleyball: Haroldas Čyvas (* 1972)
- Basketball: Romualdas (Rimas) Kurtinaitis (* 1960)

## Sonstige
- Bruno Sutkus (1924–2003), deutsch-litauischer Scharfschütze im Zweiten Weltkrieg
- Kristijonas Donelaitis, deutsch-litauischer protestantischer Pfarrer und Schriftsteller (1714–1780)